# Сейшелска тръстикова жаба
Сейшелските тръстикови жаби (Tachycnemis seychellensis) са вид земноводни от семейство Hyperoliidae.
Срещат се на някои от Сейшелските острови.
Таксонът е описан за пръв път от френския зоолог Андре Мари Констан Дюмерил през 1841 година.